# 栃木県道225号花岡狹間田線

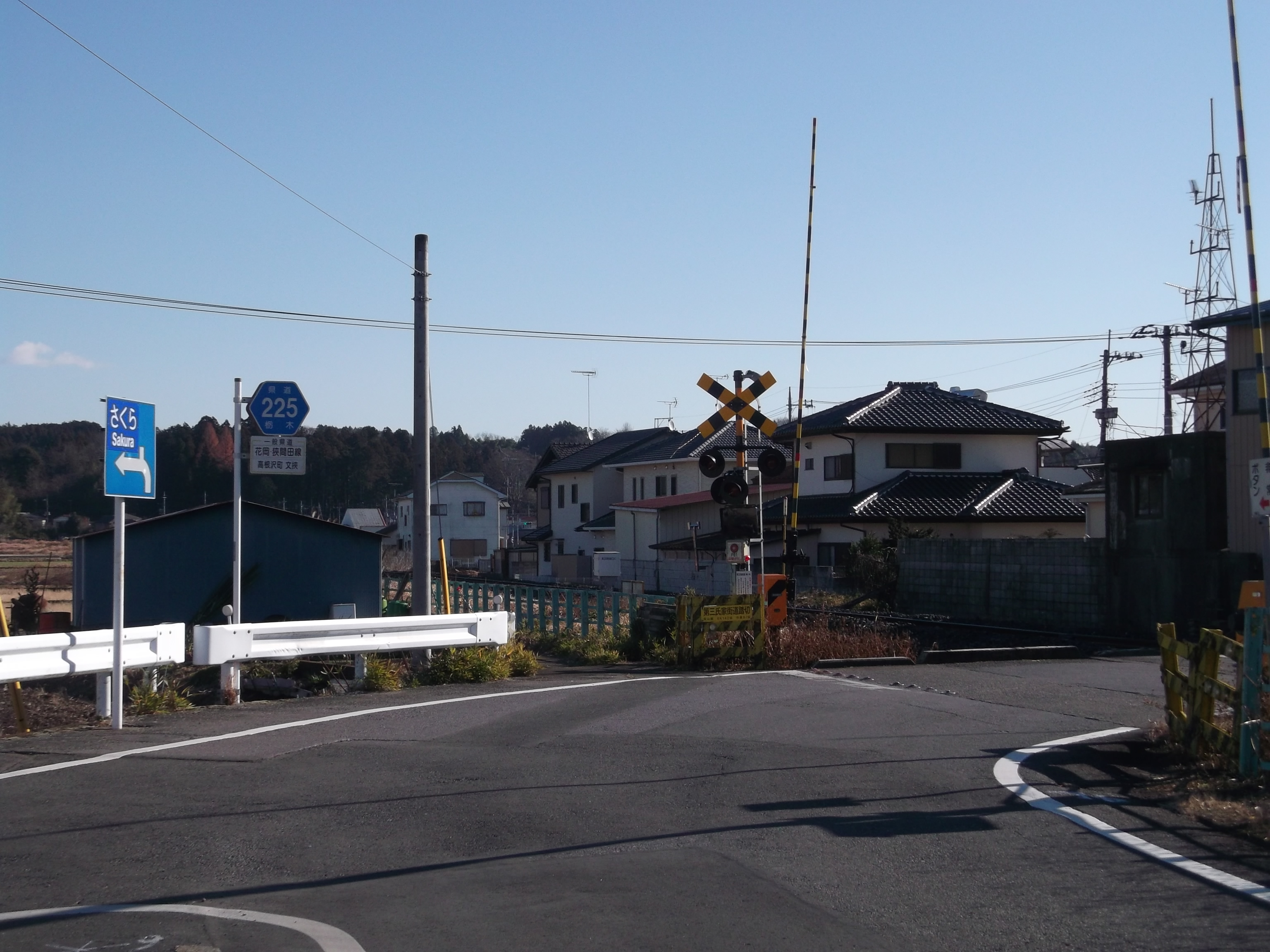
高根沢町文挾 第三氏家街道踏切

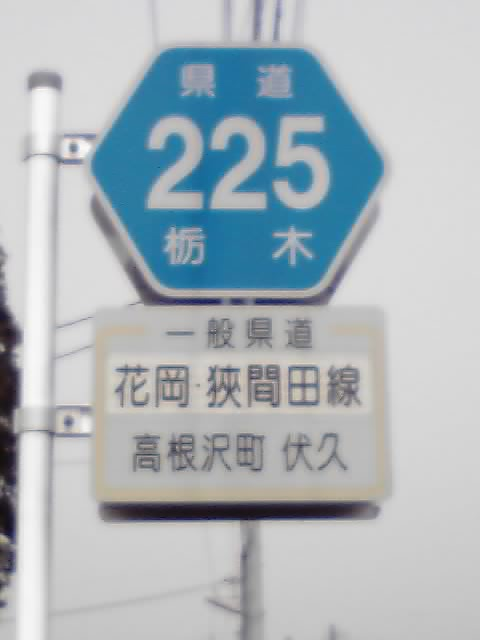
高根沢町伏久付近

栃木県道225号花岡狹間田線（とちぎけんどう225ごう はなおかはさまだせん）は栃木県塩谷郡高根沢町から栃木県さくら市までを結ぶ一般県道である。

## 概要
栃木県高根沢町北部の花岡から旧熟田村地域を縦断しさくら市狹間田の国道293号へ至る。起点の花岡東下交差点から文挾交差点までは県道宇都宮那須烏山線の旧道が組み込まれた区間である。

## 路線データ
- 総延長：7.921km（新道区間を除く）[1]
- 実延長：7.892km（新道区間を除く）[1]
- 起点：栃木県塩谷郡高根沢町大字花岡（花岡東下交差点＝栃木県道10号宇都宮那須烏山線交点）
- 終点：栃木県さくら市狹間田（松山交差点＝国道293号交点）
- 認定：2004年（平成16年）4月1日

## 通過する市町村
- 栃木県
  - 塩谷郡高根沢町 - さくら市

## 歴史
- 1961年（昭和36年）4月1日 - 一般県道文挟上野線として認定。
- 2004年（平成16年）4月1日 - 一部区間の経路が変更、合わせて路線名が花岡狭間田線に変更[2]。
- 2008年（平成20年）4月1日 - 路線名が花岡狹間田線に変更。[3]。

## 沿線上にある施設
- JR烏山線 仁井田駅
- 栃木県立高根沢高等学校
- さくら市立熟田小学校